# Koszt akcji uprzywilejowanych
Koszt akcji uprzywilejowanych – koszt, który przedsiębiorstwo ponosi w związku z finansowaniem inwestycji akcjami uprzywilejowanymi lub nową emisją tychże.
Koszt kapitału akcyjnego uprzywilejowanego stanowi relację wydatków dywidendowych do wpływów netto z nowej emisji akcji uprzywilejowanych.
O tym koszcie decydują:
- wysokość dywidendy wypłacanej akcjonariuszom uprzywilejowanym;
- wartość rynkowa akcji uprzywilejowanych.

Zasady określania poziomu dywidend od akcji uprzywilejowanych zapisane są w statucie spółki. Akcje uprzywilejowane z reguły mają charakter imienny i nie są przedmiotem obrotu publicznego. Ich wartość rynkowa jest szacowana, a jedynie w przypadku nowej emisji może być dokładnie określona. Sprawia to, że koszt kapitału akcyjnego uprzywilejowanego jest w miarę stabilny w długim okresie, w niewielkim stopniu zależy od kondycji finansowej przedsiębiorstwa i sytuacji na rynku kapitałowym.
| wzór                                                    | gdzie: |
| ------------------------------------------------------- | --- |
| {\displaystyle r_{u}={\frac {D_{u}}{P_{u}}}\cdot 100\%} | - {\displaystyle r_{u}} – koszt kapitału akcyjnego uprzywilejowanego; - {\displaystyle D_{u}} – wartość rocznej dywidendy, przypadającej na akcję uprzywilejowaną; - {\displaystyle P_{u}} – cena akcji uprzywilejowanej. |

Nowa emisja:
| wzór                                                            | gdzie: |
| --------------------------------------------------------------- | --- |
| {\displaystyle r_{u}={\frac {D_{u}}{P_{su}-F_{su}}}\cdot 100\%} | - {\displaystyle r_{u}} – koszt kapitału akcyjnego uprzywilejowanego; - {\displaystyle D_{u}} – wartość rocznej dywidendy, przypadającej na akcję uprzywilejowaną; - {\displaystyle P_{su}} – cena sprzedaży akcji uprzywilejowanej; - {\displaystyle F_{su}} – koszty emisji i sprzedaży, przypadające na akcję uprzywilejowaną. |